# Marko Simonovski
Marko Simonovski (n. 2 ianuarie 1992, Skopje, Macedonia de Nord) este un fotbalist macedonean, care joacă pe post de atacant la FK Drita⁠(d) în Prima Ligă. Pe plan internațional, are prezențe la națională pentru Macedonia de Nord U19⁠(d), Macedonia de Nord U21⁠(d) și Macedonia de Nord.